# Elisabeth av Valois
Elisabeth av Valois, i Spanien känd som Isabella, född 2 april 1545 i Fontainebleau, död 3 oktober 1568 i Aranjuez, var en prinsessa av Frankrike och drottning av Spanien, gift med kung Filip II av Spanien.

## Biografi
Elisabeth var dotter till Henrik II av Frankrike och Katarina av Medici. Hon uppfostrades med de andra kungabarnen av vid ett separat hov under uppsikt av Jean d'Humières och Françoise d'Humières. Som barn var hon lekkamrat till drottning Maria Stuart av Skottland. 
År 1550 pågick förhandlingar om ett giftermål mellan henne och Edvard VI av England. Edvard VI avled dock 1553. 

### Giftermål
Efter freden i Cambrésis 1559 arrangerades en äktenskapsallians mellan Frankrike och Spanien, där Elisabeth förlovades med Spaniens tronarvinge don Carlos, son till Filip II. Kung Filip själv hade nyligen blivit änkling, och förhandlade om äktenskap med Maria Stuart och Elisabet I av England. När dessa förhandlingar misslyckades, beslöt Filip II att avbryta förlovningen mellan Elisabeth av Valois och hans son och själv gifta sig med henne. Don Carlos hälsotillstånd gjorde att Filip bedömde att han själv borde avla en ny tronarvinge.  
Elisabeth gifte sig 22 juni 1559 med kung Filip II av Spanien i Notre Dame i Paris, med Fernando Álvarez de Toledo y Pimentel, hertigen av Alba, som ombud för den frånvarande brudgummen. Hennes far avled i juli under en tornering som hölls under de utdragna bröllopsfestligheterna i Paris. Hennes mor Katarina drog länge ut på Elisabeths avfärd till Spanien, då hon önskade Filips hjälp mot hennes egna politiska fiender i Frankrike.
Elisabeth eskorterades av Anton av Bourbon till den fransk-spanska gränsen, där hon emottogs av sin spanska personal och korsade gränsen 3 januari. Denna resa var full av konflikter om etikettsfrågor mellan hennes franska och spanska hovpersonal. Hon mötte Filip och hans syster Juana i Guadalajara, där en andra vigsel ägde rum 2 februari 1560.

### Drottning
Elisabeth beskrivs som vacker och givmild, och lyckades tack vare sina personliga kvaliteter bli populär i Spanien trots det allmänna ogillandet av Frankrike. Hon talade felfri spanska och anpassade sig utan protester efter spanska seder, och gav bort sina klänningar så fort hon hade burit dem en gång. 
Äktenskapet beskrivs som lyckligt. Fullbordandet dröjde till efter Elisabeth hade fått sin första menstruation, vilket skedde 11 augusti 1561. Efter fullbordandet uppges Filip aldrig ha blivit förälskad i henne och aldrig mer varit otrogen mot henne, och han ska framgångsrikt ha ansträngt sig för att få henne att trivas. Själv skrev Elisabeth i brev hem att det ofta var tråkigt i Spanien, men att hon var nöjd med Filip och fann honom charmerande. Filip anordnade flera festligheter till hennes ära, bland annat anordnades en berömd tornering till hennes ära, där hennes styvson prins Carlos, makens utomäktenskapliga son Juan och makens systerson Alessandro Farnese fick strida om henne. 
Elisabeth höll sig informerad om hugenottkrigen i Frankrike. Hon spelade en roll i att förhindra den katolska kidnappningsplanen av Johanna III av Navarra. Det katolska franska partiet hade stöd av både påven och Filip III, och en av konspiratörerna, Dimanche, befann sig i Spanien då han råkade ut för en skada. Elisabeth lät ge honom vård i enlighet med den välgörenhet hon utövade för fransmän i Spanien, och fick då reda på planen. Filip III hade undanhållit den på grund av den tillgivenhet hon hade för Johanna III, som hon hade vuxit upp med vid det franska hovet. Elisabeth lät genast underrätta Katarina av Medici, som protesterade, vilket gjorde att även Filip tvingades dra tillbaka sitt stöd till planen.
Sommaren 1564 skrev Elisabeth på Filips önskan ett politiskt brev till sin mor, Frankrikes regent, där hon uppmanade sin mor att undvika att ge protestanterna i Frankrike något som helst inflytande, att inte förhandla dem utan nedslå dem med vapenmakt och att Spanien var villig att bidra med en sådan- och varnade sin mor om att ifall hon inte gjorde detta, skulle Filip gärna ge militär hjälp åt andra katoliker som var villiga att åtgärda situationen i Frankrike för trons skull, ty om Frankrike skulle bli lutherskt, skulle Spanien också bli det.
I april 1565 sände Filip ut Elisabeth med ett följe av sextio aristokrater för att möta det franska hovet, som passerade gränsfloden Bidasoa vid Saint Jean de Luz under sin rundresa i Frankrike. Hon hade med sig hertigen av Alba för att förhandla med Katarina av Medici om att grunda en katolsk liga för att bekämpa hugenotterna, och en fullmakt från Filip att underteckna det Alba och hennes mor lyckades komma överens om. Hettan var så stark att flera av de soldater som åtföljde henne dog av värmeslag i sina rustningar, och Elisabeth och Katarina möttes i sina båtar mitt på floden, innan de gick i land på den franska sidan för en lång rad festligheter i Bayonne. Katarina undertecknade verkligen fördraget, men med så många villkor – bland annat att alla andra katolska stater skulle gå med innan det gick i verkställighet – att det blev värdelöst. Situationen mellan länderna försämrades samma år ytterligare genom den fransk-spanska konflikten i Florida, där Elisabeth utan framgång försökte medla.
Elisabeth hade en nära relation med sin styvson, don Carlos. Don Carlos led av psykisk och fysisk ohälsa, och Elisabeth skrev om honom med medlidande i sina brev till sin mor och betedde sig omhändertagande och tillgivet mot honom, medan han ryktades ha blivit förälskad i henne. Hon stod i brevväxling med sin mor, och försökte tillsammans med sin svägerska Juana på modernas önskan förmå Filip att gå med på ett äktenskap mellan Elisabeths syster Margot och Don Carlos i första hand, och med hans faster Juana i andra hand. Filip önskade dock inte att hans son skulle gifta sig alls på grund av hans hälsotillstånd, och undvik frågan, medan han hoppades på att ersätta Carlos som tronarvinge med en eventuell son med Elisabeth. Elisabet födde en dotter 1566 och ännu en 1567, och varje gång rådde en allmän förhoppning om att det skulle bli en son som kunde ersätta Carlos som tronarvinge.
Carlos led att häftiga humörsvängningar, fick våldsamma vredesutbrott och kunde attackera personer omkring sig, medan han vid andra tillfällen – ofta med Elisabeth, var glad och lekfull. Konflikten mellan kronprinsen och kungen nådde en brytningspunkt 1566, då Filip beslöt att sända hertigen av Alba till Nederländerna istället för Carlos, vilket ledde till att Carlos attackerade Alba. I januari 1568 anförtrodde Carlos att han skulle vilja döda sin far, och bad samtidigt också om hästar för att kunna fly. Han blev då gripen och inspärrad, varefter kungen förklarade att hans son inte längre var förmögen att vara tronarvinge. 
Elisabet uppges ha blivit förtvivlad över Carlos fångenskap, och när han avled i fängelset i juli ska hon ha gråtit i dagar. Hon genomgick samtidigt en svår graviditet, som gjorde henne sjuk. I oktober insjuknade hon, och de behandlingar läkarna utsatte henne för förorsakade ett missfall som ytterligare försvagade henne, och ledde till hennes död.

## Barn
1. Isabella (1566–1633; gift med ärkehertig Albrekt av Österrike
2. Katarina (1567–1597; gift med hertig Karl Emanuel I av Savojen

## Elisabeth av Valois i kulturen
Elisabeth förekommer i Friedrich Schillers drama Don Carlos. I denna romantiska historia, som inte följer verkligheten, var de jämnåriga Carlos och Elisabeth förlovade, men av politiska skäl giftes Elisabeth i stället bort med hans far Filip II. Carlos älskar ändå sin styvmor Elisabeth, och det är en av orsakerna till konflikten mellan honom och hans far.
Ännu mer känd i dag är operan Don Carlos av Verdi som bygger på Schillers skådespel.